# Lucien Marcus Underwood
Lucien Marcus Underwood (ur. 26 października 1853 w Woodstock, zm. 16 listopada 1907 w Redding) – amerykański botanik i mykolog.

## Życiorys
Ukończył studia na Uniwersytecie w Syracuse. W 1880 r. został mianowany profesorem geologii i botaniki na Illinois Wesleyan University, w 1883 profesorem biologii na swojej macierzystej uczelni, a w 1891 profesorem botaniki na Uniwersytecie De Pauw. W 1896 r. przez krótki czas pracował na stanowisku profesora biologii na Auburn University, po czym został profesorem botaniki na Uniwersytecie Columbia. Został też zatrudniony jako naukowiec w ogrodzie botanicznym w Nowym Jorku.
Po utracie dużych kwot pieniędzy na ⁣⁣giełdzie nowojorskiej Underwood próbował zamordować swoją żonę i córkę, po czym popełnił samobójstwo w domu rodzinnym w Redding w stanie Connecticut.

## Praca naukowa
Underwood opublikował liczne artykuły w czasopismach botanicznych. M.in. był autorem Our Native Ferns and how to study them, Descriptive Catalog of North American Hepaticae i Hepaticae. Przygotował także An Illustrated Century of Fungi ze 100 gatunkami i Hepaticae Americanae z 160 gatunkami.
W naukowych nazwach utworzonych przez niego taksonów dodawany jest skrót jego nazwiska Underw.